# Pocco Meimei
Pocco Meimei – elektryczny mikrosamochód produkowany pod chińską marką Pocco w latach 2021–2022.

## Historia i opis modelu
W marcu 2021 nowo powstałe przedsiębiorstwo Pocco przedstawiło swój pierwszy model w postaci niewielkiego, trzydrzwiowego hatchbacka o zaczerpniętej z chińskiego języka nazwie Meimei, stanowiąc odpowiedź na bestsellerowego Wulinga Hongguanga Mini EV. Samochód przyjął typowe dla tego segmentu proporcje wąskiego i wysokiego hatchbacka, wyróżniając się z przodu szerokim i podłużnym pasem LED oraz centralnie umieszczoną klapką do wtyczki ładującej.
Kabina pasażerska została utrzymana w żywych kolorach, wyróżniając się fotelami, deską rozdzielczą i boczkami drzwi wykończonymi w kolorze zewnętrznego lakieru. Pojazd wzbogacono też o motywy z malowanego na biało plastiku.

### Sprzedaż
Pocco Meimei jest samochodem skonstruowanym i produkowanym wyłącznie z myślą o wewnętrznym rynku chińskim, konkurując na silnie nasyconym rynku elektrycznych mikrosamochodów. Sprzedaż pojazdu rozpoczęła się w marcu 2021 roku, a sam model odniósł dużą popularność - w lipcu był on najszybciej sprzedającą nowością rynkową, z ponad 3,3 sprzedanych sztuk w ciągu jednego miesiąca. W kwietniu 2022 niemieckie przedsiębiorstwo ARI Motors przedstawiło importowany na potrzeby lokalnego rynku wariant Meimei pod nazwą ARI 902, promowany jako niewielki samochód osobowo-dostawczy. W tym samym roku w podobny sposób hiszpańska Invicta Electric podjęła się sprzedaży na rodzimym rynku pod nazwą Invicta Pocco.

### Dane techniczne
Pocco Meimei to samochód elektryczny dostępny w dwóch wariantach napędowych: z silnikiem o mocy 14 KM i z baterią 9,2 kWh pozwalającą na przejechanie do 120 kilometrów lub motorem 20-konnym z baterią 14 kWh, która z kolei umożliwia poruszanie się na jednym ładowaniu do 170 kilometrów. W obu przypadkach prędkość maksymalna została ograniczona do 100 km/h.